# Гунько Кирило Никифорович
Гунько Кирило Никифорович (1886, Хорол, Полтавська область – 29 серпня 1937, Харків) – член Української Центральної Ради.
Освіта початкова. Проживав у м. Хорол. 
У 1917 році став членом Української Центральної Ради.
Заарештований 5 березня 1928 р. Засуджений Особливою нарадою при Колегії ОДПУ 18 травня 1928 р. за ст. 58-4 КК РСФРР до 5 років заслання у Казахстан. Особливою нарадою при Колегії ОДПУ 10 квітня 1931 р. термін заслання продовжено до 5 років. 
Після відбуття покарання проживав у м. Хорол. 
Вдруге заарештований 4 серпня 1937 р. Засуджений Особливою трійкою при УНКВС Харківської обл. 19 серпня 1937 р. за ст. 54-10 ч. 1 КК УРСР до розстрілу. Вирок виконано р. у м. Харків. 
Реабілітований Полтавською обласною прокуратурою 5 травня 1989 р. та 25 серпня 1989 р.